# Onthophagus kolenatii
Onthophagus kolenatii là một loài bọ cánh cứng trong họ Bọ hung (Scarabaeidae).